# Eastern SkyJets
Eastern SkyJets war eine Charterfluggesellschaft der Vereinigten Arabischen Emirate mit Sitz in Dubai und Basis auf dem Flughafen Dubai.

## Geschichte
Eastern SkyJets wurde 2004 gegründet und erhielt im selben Jahr ihr Luftverkehrsbetreiberzeugnis.

## Flotte

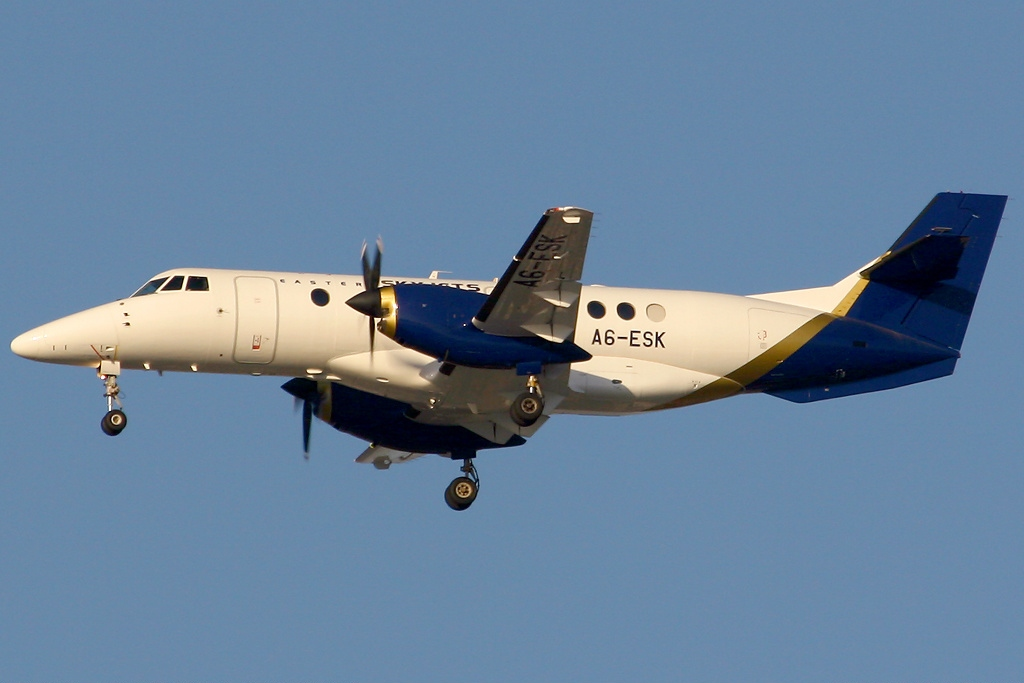
BAe Jetstream 41 der Eastern SkyJets

Mit Stand November 2016 besaß Eastern SkyJets keine eigene Flugzeuge. In der Vergangenheit wurden BAe Jetstream 41, Boeing 737-300/400, Douglas DC-9-32/51 und Fokker 100 eingesetzt.